# Томин, Александр Сократович
Александр Сократович Томин (1901 — дата смерти после 1977) — сотрудник органов государственной безопасности, начальник оперативно-следственной группы опергруппы в городе Умань. Участник массовых расстрелов в годы большого террора. Один из шести обвиняемых по «Уманскому делу». Осужден за нарушения социалистической законности, не реабилитирован.

## Биография
Родился в 1901 году в Киеве в украинской семье. Доброволец Красной армии с апреля 1920 года, участник Гражданской войны. Оставался на военной службе до 1924 г. Член ВКП(б) с 1924 года. После гражданской войны он закончил Коммунистический университет имени Артема в Харькове. Начал работать в НКВД в 1931 году. В этот период был женат и имел четверых детей. Арестован в сентябре 1938 года. Исключен из партии в 1939 в связи с арестом. Военным трибуналом войск НКВД Киевского округа 06.02.1941 приговорен к 6 годам лишения свободы за допущение нарушений социалистической законности злоупотребление властью. Президиумом Верховного Совета СССР 13.08.1942 исполнение приговора отсрочено до окончания военных действий, направлен на фронт.
Вторично вступил в партию в 1948 году. Ходатайствовал о восстановлении партийного стажа. После войны 20 лет работал начальником Главка Укоопсоюза, проживал в Киеве.
В 1977 году обратился к Генеральному прокурору СССР с просьбой о пересмотре приговора.

## Семья
Брат: Алексей Сократович Томин, 1910 года рождения, сотрудник органов государственной безопасности.

### Звания
- лейтенант госбезопасности (1938)[6].

### Награды
- Знак «Почетный работник ВЧК-ОГПУ» (1938)[6].
- Орден «Знак Почёта» за послевоенный период деятельности[4].